# Antonín Chittussi
Antonín Chittussi (Ronov nad Doubravou, 1º dicembre 1847 – Praga, 1º maggio 1891) è stato un pittore ceco paesaggista del XIX secolo, allievo dei pittori JM Trenkwald e Jan Swerts, successore di Adolf Kosárek e predecessore di Antonín Slavíček. È considerato uno dei pittori cechi più famosi del XIX secolo.

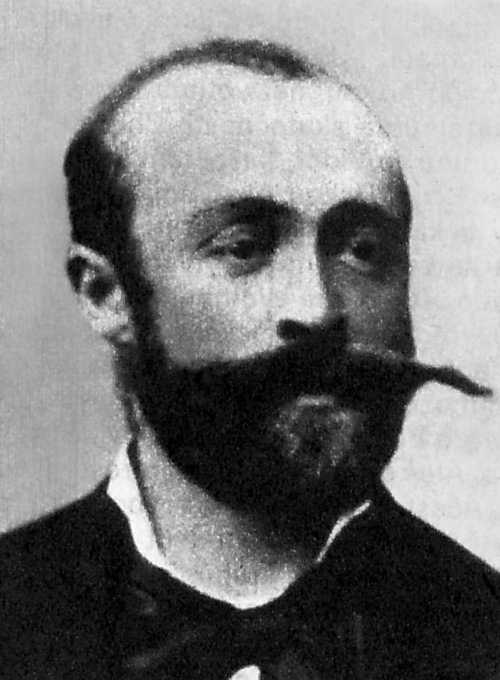
Antonín Chitussi

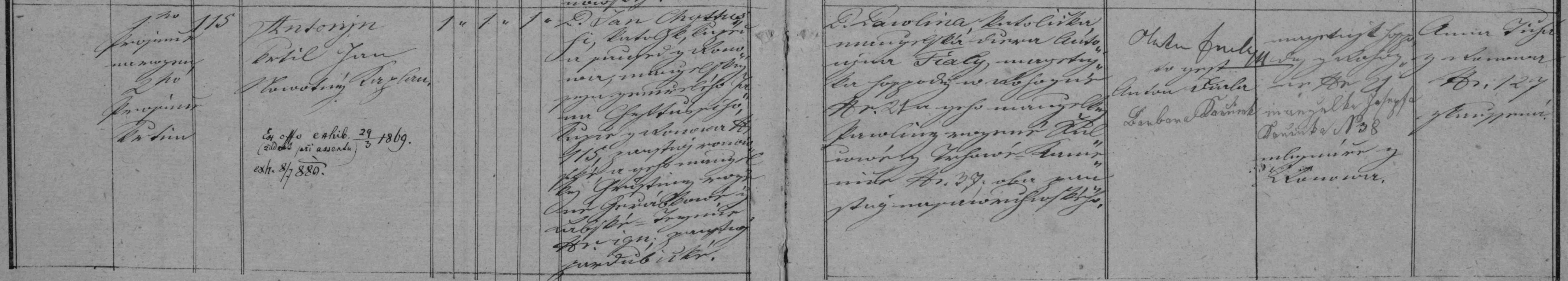
Registro della nascita e del battesimo di Antonín Chittusi, registro N 1835-1848 Ronov nad Doubravou

Nato in una famiglia ceco-italiana, Chittussi studiò all'Accademia di Belle Arti di Praga, e alle scuole d'arte di Monaco e Vienna. Era un caro amico della pittrice ceca Zdenka Braunerová.

## Biografia

### Gioventù

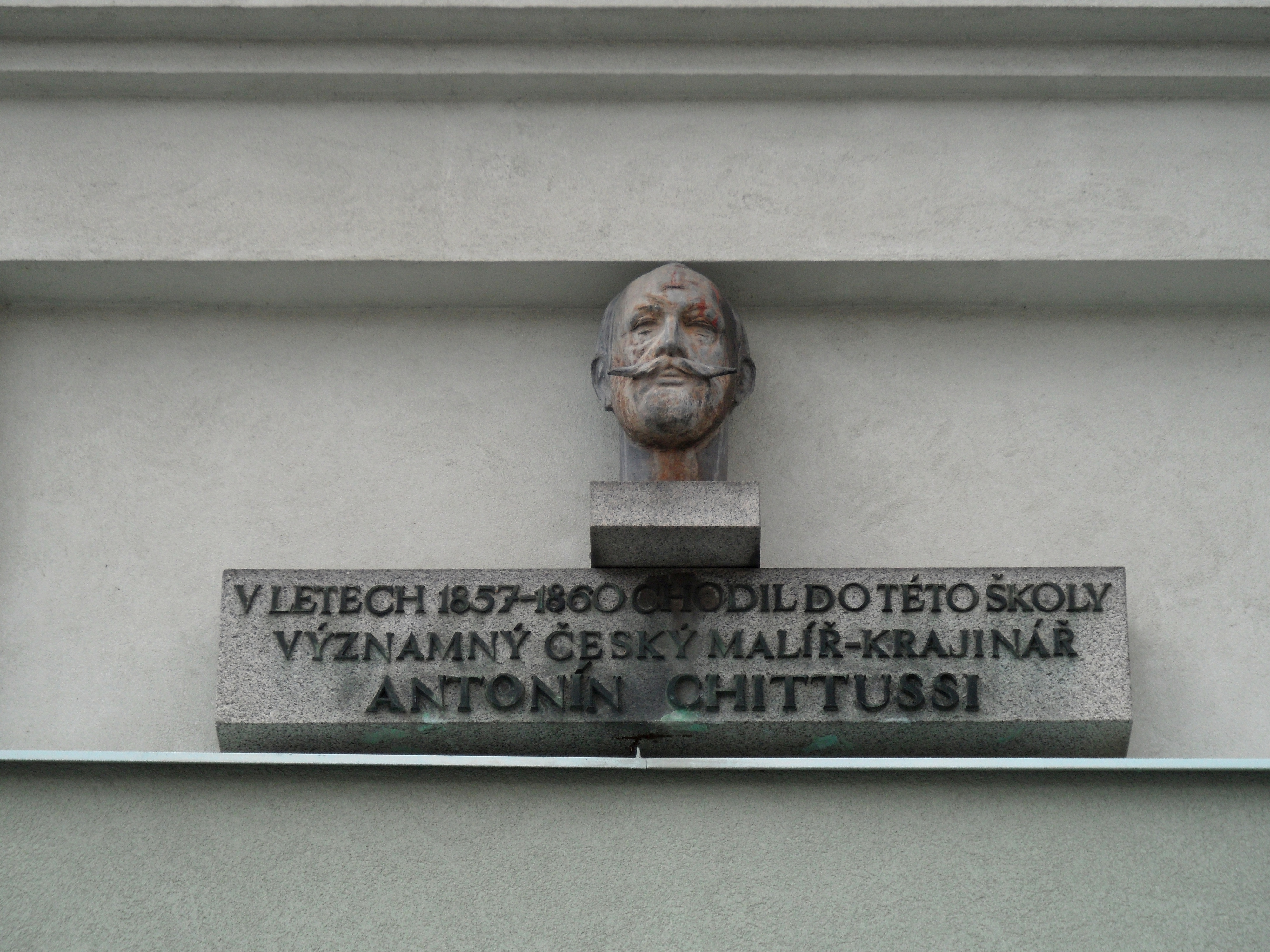
Targa commemorativa a Čáslav, dove Chittussi studiò

Antonín era il maggiore di cinque fratelli (di cui quattro; lui e tre sorelle, sopravvissero al parto). Suo padre Jan era uno dei quattro figli di Johann Chittussi, un mercante italiano di Ferrara giunto in Boemia durante le guerre napoleoniche. Questi sposò Kristina Jeřábková, nativa di Labská Týnice, e si trasferì con lei nella città di Ronov nad Doubravou sotto le cosiddette "montagne di ferro" ai margini della regione di Vysočina. Lì costruì una casa e si stabilì. Dopo la morte di Johann Chittussi, suo figlio Jan, il padre di Antonín, rilevò l'attività. Jan era un uomo istruito e un patriota convinto. Nel 1860 fu eletto sindaco di Ronov (allora cambiò l'ortografia del suo cognome da Chittussy a Chittussi). Sposò Pavlína Fialová, figlia di un locandiere di Rohozná. Il loro primo figlio fu proprio Antonín Chittussi. Essendo il primogenito, Antonín avrebbe dovuto succedere al padre nell'azienda di famiglia. Il ragazzo, tuttavia, mostrò, fin dalla giovane età, un grande talento artistico che poté in seguito sviluppare studiando al liceo di Čáslav e di Kutná Hora, dove il pittore František Bohumír Zvěřina, diplomato alla scuola di paesaggio dell'Accademia di Praga, gli insegnò le basi del disegno.

### Periodo di studio alle scuole d'arte
All'età di diciotto anni, Antonín Chittussi andò a Praga, dove iniziò a studiare ingegneria (1865-1866). Due anni dopo, entrò all'Accademia di Belle Arti di Praga (sotto i professori Emanuel Rom e Antonín Lhota), dove studiarono anche Mikoláš Aleš, Jakub Schikaneder, Josef Tulka, Josef Václav Myslbek, František Ženíšek. Tuttavia, Antonín non riteneva che il livello di insegnamento in quell'Accademia fosse adatto a lui, così la lasciò e andò a studiare presso le scuole d'arte di Monaco (1869, prof. Hermann Anschütz) e Vienna (dove poi si arruolerà anche nell'esercito). Tuttavia, anche qui, come a casa, egli trovò solo professori di orientamento accademico, quindi tornò a Praga per studiare con il prof. Josef Matyáš Trenkwald (1870-1872). Nel 1872 partì per un viaggio di studio in Ungheria e poi tornò per la terza volta all'Accademia di Praga, questa volta nello studio di pittura storica di Jan Sweerts.
Nel 1875, all'Accademia, Chittussi fu coinvolto nelle proteste studentesche contro il professore tedesco Alfred Woltmann, che teneva lezioni di storia dell'arte a Praga. Il suo sciovinismo era pienamente manifestato nella sua concezione della materia che insegnava, quando affermava che l'arte ceca più antica era prevalentemente di origine tedesca. Ciò indignò enormemente gli studenti cechi, che organizzarono una protesta e costrinsero il professor Woltmann a lasciare l'edificio dell'Accademia. Gli attori principali dell'incidente furono Mikoláš Aleš e lo stesso Antonín Chittussi. Dopo una successiva inchiesta della polizia che li condannò a una pena di 5 giorni di prigione, entrambi lasciarono la scuola su raccomandazione di funzionari accademici. Dopo aver lasciato la scuola, Chittussi iniziò a lavorare come illustratore per varie riviste, principalmente la rivista L'Ape Ceca, alla quale contribuirono anche scrittori e poeti come Jan Neruda, Jaroslav Vrchlický, Eliška Krásnohorská e Julius Zeyer.
Antonín Chittussi divenne popolare tra il pubblico progressista ed entrò nei circoli sociali e artistici patriottici. Fece conoscenza con la famiglia dell'avvocato e parlamentare JUDr. František August Brauner e sua moglie Augusta Braunerová, pittori d'arte dilettanti e mecenati, provenienti da una famiglia aristocratica. Ben presto divenne amico soprattutto della figlia Zdenka Braunerová, sua studentessa e (in seguito) importante pittrice e artista ceca. Entrambi erano interessati alla pittura di paesaggio e intrattenevano spesso discussioni appassionate sull'arte. Fu lei l'iniziatrice del suo percorso pittorico incentrato sul moderno concetto realistico di pittura e fu sempre grazie a lei che Chittussi conobbe l'esistenza della famosa scuola di paesaggio francese chiamata Scuola di Barbizon.

## Opere
Il suo lavoro si sviluppò notevolmente sotto l'influsso della pittura storica, dei ritratti e dipinti di genere e dell'architettura paesaggistica en plein air. Dal 1879 Chittussi cominciò a lavorare a Parigi. Sotto l'influenza dei pittori della cosiddetta scuola di Barbizon, in seguito egli riuscì a creare nelle sue opere una sintesi lirica del paesaggio ceco e, nella resa dell'atmosfera, si avvicinò allo stile dell'impressionismo. Nei suoi dipinti possiamo trovare motivi della foresta di Barbizon, delle montagne di ferro e degli stagni della Boemia meridionale.

### Periodo 1877–1878, Praga, dintorni di Praga, bacino della Moldava
Nel 1877, Chittussi e il suo compagno di classe dell'Accademia, František Ženíšek, affittarono uno studio sull'argine della Moldava. Solo qui, all'età di trent'anni, Аntonín iniziò a dipingere professionalmente. Per trovare idee per i suoi quadri, egli viaggiò nella campagna intorno a Praga e per le strade di Praga. Dipingeva principalmente motivi figurativi, ritratti e temi di genere. A poco a poco, cominciò a dedicarsi sempre più alla pittura di paesaggio. (Chittussi aveva già manifestato una predilezione per la pittura di paesaggio e la capacità di entrare intensamente in empatia con esso durante il suo viaggio nel Regno di Ungheria nel 1873.) Dipinse a Troja, sulla collina Petřín, dalla Moldava fino a Davle e a Zvíkov, e creò anche diversi dipinti ad olio, ad es. Traghetto a Davle, 1878. Sebbene le sue opere avessero già all'epoca un grande successo (Jaroslav Vrchlický scrisse due sonetti per i suoi dipinti), il talento dell'autore non si era ancora manifestato pienamente in esse.

### Periodo 1878–1879, Bosnia
All'inizio del 1878, scoppiò la guerra russo-turca e il suo corso suscitò tra i patrioti cechi la consapevolezza della solidarietà con gli slavi balcanici. Antonín Chittussi, che fin dalla giovane età fu portato al patriottismo, provò sicuramente gli stessi sentimenti. Dopo la conclusione della pace russo-turca, l'Austria-Ungheria decise di occupare militarmente la Bosnia ed Erzegovina, e Chittussi fu quindi convocato e dovette andare al fronte nella Bosnia occidentale. L'artista soffriva fisicamente, ma soprattutto mentalmente, guardando i villaggi distrutti e i loro poveri senzatetto affamati. La sua consolazione in questo momento difficile fu la sua corrispondenza con Zdenka Braunerová (da cui risultava evidente il reciproco sentimento d'amore) e con sua madre Augusta Braunerová, che da sempre credette nel suo talento pittorico e lo incoraggiò. Anche in guerra, il pittore percepì la bellezza selvaggia dei Monti Dinarici e portò una serie di disegni, acquerelli e piccoli oli realizzati durante quel doloroso soggiorno militare, che fortunatamente non durò a lungo. Al suo ritorno, organizzò con successo una mostra delle sue opere a Praga a Umělecká beseda alla fine del 1878 a Vienna e riuscì, con l'aiuto di amici, a raccogliere fondi e fare un viaggio di studio a Parigi.

### Periodo 1879–1884, Francia
Antonín Chittussi arrivò a Parigi nella primavera del 1879, poche settimane prima dell'apertura della 4ª mostra impressionista, ma non era ancora pronto a scontrarsi con questa direzione artistica. Per un pittore praghese che, a livello artistico, si era occupato della decorazione del Teatro Nazionale, era un affronto troppo forte. A Parigi, Chittussi voleva principalmente conoscere le opere dei maestri della scuola di Barbizon e studiarle a fondo. Presto però, egli si rese conto che, per seguire il paesaggio francese, avrebbe dovuto dimenticare il proprio passato pittorico. Ciò significava sbarazzarsi dei temi di genere e ricominciare dall'inizio, come scrisse lui stesso in una lettera ad Augusta Braunerová, "la mia attività finora è stata vana". Decise di andare a Barbizon, nei luoghi che pittori come Théodore Rousseau, Charles Daubigny, Jules Dupré o Camille Corot avevano scoperto prima di lui e dove avevano creato le loro opere. Lo scopo di questi pittori era quello di raffigurare il paesaggio come rappresentante dell'umore mentale degli uomini. Per fare questo, era necessario studiare a fondo la natura e i suoi cambiamenti durante il giorno e le stagioni. Questo si adattava molto bene a Chittussi, che fu così in grado di applicare ai quadri la sua sensibilità sensoriale meridionale, la pensosità slava e la capacità di entrare in empatia, e aggiungervi la leggerezza francese e un modo moderno di rappresentare la realtà. In questi luoghi egli dipinse i suoi Autunni a Fontainebleau, Brughiere, Tramonti . Attraverso il lavoro diligente e lo studio del lavoro di pittori che la pensavano come lui, Chittussi raggiunse un alto livello di realismo paesaggistico in un tempo molto breve, diventando un artista conosciuto anche in Francia.
Nel 1880, il pittore tornò da Barbizon a Parigi, dove prese in affitto uno studio in rue Blanche, n. 8. Allora egli era in contatto con pittori francesi, suoi coetanei, i cui nomi non sono più importanti per noi oggi. Subito dopo il suo arrivo in Francia gli fu offerto sostegno e aiuto a tutto tondo dallo scrittore parigino Élémir Bourges, futuro marito di Anna Braunerová, sorella di Zdenka. In questo periodo, Antonín Chittussi iniziò ad elaborare idee per dipingere la Senna. Raffigurare il livello dell'acqua di fiumi, torrenti, laghi e successivamente stagni era uno dei temi preferiti del pittore. Il suo lavoro include anche un ampio cerchio tematico di paesaggi fluviali, ad esempio, i dipinti Paesaggio presso il Fiume o Paesaggio con Fiume. Gli piaceva anche mostrare i moli, le barche da carico, le lavanderie galleggianti (bateaux-lavoirs) e altre barche che navigavano sul fiume. Era ancora attratto dal tema dei paesaggi con il sole al tramonto, mentre li dipingeva a Fontainebleau, e vi ritornò durante questo periodo. Nello stesso periodo, creò un dipinto di successo intitolato Paesaggio con un muro in rovina (Inceneritore di Champigny). Un primo tocco di impressionismo potrebbe essere rintracciato nella stazione ferroviaria di Parigi, poiché il tema e la rappresentazione del vapore ricordano il dipinto di Édouard Manet Le chemin de fer (Ferrovia) del 1873. Chittussi usò anche il popolare tema impressionista del treno che viaggia attraverso il paesaggio vicino a un prato pieno di papaveri nella sua opera Sulla Strada di Orleans che ricorda i lavori di Claude Monet. .
Nel 1882 Antonín Chittussi accettò l'invito dei principi Radziwill e si recò al loro castello di Ermenonville, vicino a Senlis, una regione ricca di laghi. Purtroppo le opere di questo periodo non sono state conservate, ad eccezione di un bellissimo dipinto del Cigno sul Lago. Probabilmente l'artista fu fortemente influenzato dal paesaggio, ma l'ambiente del castello e la nobiltà che lo abitavano non suscitarono in lui molta simpatia. Dopo un soggiorno di sei mesi, tornò a Parigi. Nel 1882 visitò brevemente Praga, cosa che fece più volte durante il suo soggiorno a Parigi. Chittussi aveva un grande desiderio in quel momento. Voleva dipingere un quadro di grandi dimensioni in cui avrebbe raffigurato il paesaggio ceco con tecniche pittoriche francesi. Voleva anche riuscire a promuovere un'opera con un tema ceco al Salon di Parigi. In precedenza egli aveva osservato che le tele di grandi dimensioni erano spesso esposte e ben valutate nei Saloni, come scrisse Augusta Braunerová nella sua corrispondenza. L'artista riuscì a realizzare il progetto con una tela di quasi due metri Dagli altopiani boemo-moravi, che inviò al Salon di Parigi. Il riconoscimento dato al dipinto e al suo autore nella capitale francese furono sicuramente fonte di soddisfazione per Chittussi. Il 1884, segnò la vendita all'asta delle opere di Antonín Chittussi all'Hotel Drouot e un previsto ritorno dell'artista in Boemia.
Per quanto riguarda il suo rapporto con Zdenka Braunerová, lo attendeva una grande delusione. I due si incontrarono di persona solo brevemente, a Praga, a Roztoky vicino a Praga (dove la famiglia Brauner aveva la sua residenza estiva), e durante il breve primo soggiorno di Zdenka a Parigi nel 1881, ma continuarono a comunicarsi i loro pensieri, le impressioni e i sentimenti quasi solo tramite corrispondenza. Chittussi voleva sposare Zdenka ma ella immaginava una relazione più libera, che le permettesse di dedicarsi completamente alla pittura e alle attività artistiche, che ella considerava le sue missioni di vita. Ciò portò alla rottura della relazione con Chittussi e, mentre egli tornava in Boemia, Zdenka risiedeva e lavorava sempre più a Parigi. Dopo essere tornato a casa, Antonín Chittussi visitò Parigi più volte, anche nel 1889, quando vi si tenne l'Esposizione Universale.

### Periodo 1885–1888, Ronov e Boemia sud-orientale
Dopo essere tornato in Boemia, Chittussi dipinse altre due opere di successo sul tema del fiume Moldava. Tuttavia, non potevano eguagliare il capolavoro Ruscello tra le colline (Paesaggio con le rovine del castello di Ronov), che creò quando visitò per un breve periodo di tempo la sua regione natale. Nel 1886, su invito di amici, egli partì per la Boemia sud-orientale. Lì trovò un paesaggio di ampie pianure e enormi stagni con molti pesci e uccelli acquatici. Questo paesaggio gli diede il tempo necessario per dimenticare le ferite della sua anima. Si stabilì prima nel villaggio di Člunk vicino a Jindřichův Hradec e poi a Třeboň. Qui iniziò a lavorare su una serie di dipinti di stagni della Boemia meridionale, iniziando gradualmente a creare dipinti, i cui nomi si riferiscono a famose opere d'acqua: Il Laghetto Lásenický, Il Laghetto delle Carpe vicino a Třeboň e altri. Allo stesso tempo, creò il terzo dei suoi capolavori, La Valle di Doubravka al crepuscolo (1886), che fu esposto al Salon di Parigi lo stesso anno. Questo avvenimento poté soddisfare quel suo desiderio che un dipinto con un tema ceco fosse esposto al Salon di Parigi.
L'anno successivo (1887) dipinse il quadro Parigi vista da Montmartre, una particolarità nell'opera del paesaggista, che in questo quadro lavora sul tema della grande città. Nello stesso anno Chittussi sviluppò i suoi primi problemi di salute, probabilmente causati dai frequenti soggiorni che trascorreva in natura, indipendentemente dalle condizioni meteorologiche. L'anno successivo dipinse una piccola immagine di Prachatice, nella Boemia meridionale, ma la sua salute continuava a peggiorare costantemente.

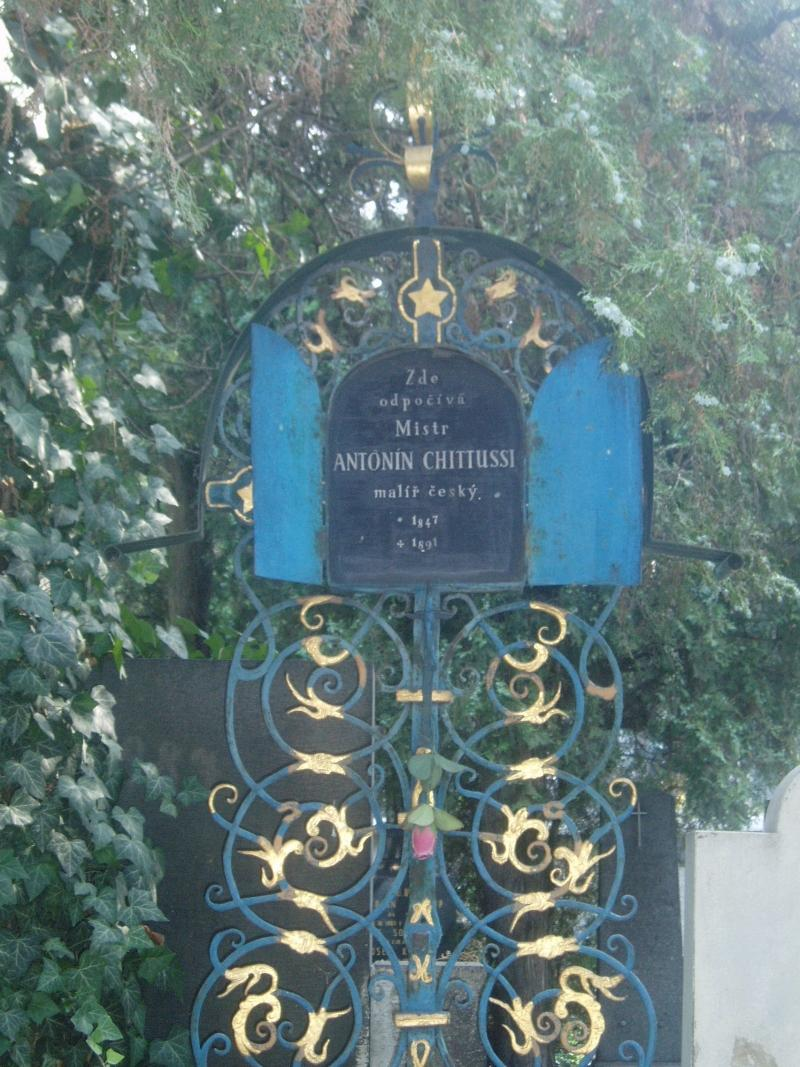
La tomba di Antonín Chittussi nel cimitero di Vyšehrad

### Periodo 1889–1891, Praga, Tatra
Chittussi voleva affrontare il deterioramento delle sue condizioni di salute con ulteriori lavori e dipinse il suo più grande dipinto: Una veduta di Praga da Strahov (1889). Tuttavia, la successiva esposizione di un suo singolo dipinto a Rudolfinum non riscosse successo. L'artista aveva in programma di dipingere ampi panorami di Parigi e Roma, ma cominciava a perdere le energie. I medici gli diagnosticarono la tubercolosi prescrivendogli anche un trattamento. Andò ai monti Tatra per farsi curare, ma era ormai troppo tardi per salvarsi. Di questo periodo sono alcuni piccoli dipinti freschi dipinti per lo più direttamente all'aria aperta. Dopo il ritorno dalle cure, morì a Praga, a Vinohrady, il 1° Maggio 1891 all'età di 43 anni. È sepolto nel cimitero di Vyšehrad a Praga.

### Opere significative
- Paesaggio nei pressi di Asnières, 1879
- Gentilly-Arcueil, 1879
- Paesaggio con un muro in rovina (Spáleniště u Champigny), 1881
- Dagli altipiani boemo-moravi, 1882
- Ruscello in regioni montagnose (Paesaggio con le rovine del castello di Ronov), 1885 / 1886
- Valle Doubravka al tramonto, 1886
- Torbiera presso Člunek, 1886
- Laghetto di Lásenice 1886

### Collezioni
Molti dei dipinti del pittore sono stati venduti a collezioni private straniere. In Repubblica Ceca, oltre alla Galleria Nazionale di Praga, ci sono collezioni di opere di Antonín Chittussi in altri due musei: il Museo d'arte di Olomouc e il Museo ceco di belle arti di Praga. Alcune sue opere si possono trovare anche nelle collezioni delle gallerie cittadine: Hluboká nad Vltavou, Hradec Králové, Cheb, Jihlava, Klatovy - Klenová, Liberec, Litoměřice, Olomouc, Ostrava, Pardubice, Roudnice nad Labem e Zlín.

### Mostre e critiche
Dopo la morte di Antonín Chittussi, una serie di 164 dei suoi dipinti fu esposta nel 1892. Sfortunatamente, interi gruppi di opere d'arte sono andati perduti; gran parte del ciclo bosniaco, le tele di Ermenonville e dozzine di dipinti dei periodi di Barbizon e di Parigi, che il pittore vendette alle aste nel 1884.
A causa della dispersione dei lavori di Antonín Chittussi nei musei e nelle gallerie di varie città della Repubblica Ceca, non fu facile organizzare una ampia mostra delle sue opere. Questa situazione fu complicata anche dal fatto che Antonín Chittussi non aveva datato gran parte del suo lavoro e in alcuni casi dovette correggere lui stesso la datazione delle opere. Quindi ci furono mostre dedicate all'artista solo nei seguenti anni:
- Nel 1975 e nel 1976 si svolsero mostre dal titolo Antonín Chittussi a Gottwald, Pardubice e Liberec ,
- Nel 1996, la Galleria Nazionale di Praga organizzò la mostra Antonín Chittussi nella Scuola di equitazione di Wallenstein,
- Nel 2007, la mostra Antonín Chittussi e le sue vedute delle città ceche si svolse nella Galleria regionale della regione di Vysočina a Jihlava, dove il pittore fu presentato anche come creatore di vedute urbane,
- Nel 2012, una mostra dedicata al 165º anniversario della nascita di Antonín Chittussi, dal titolo Region and the World, fu allestita nella East Bohemian Gallery di Pardubice.

Nel valutare il lavoro di Antonín Chittussi, la questione del se e in che misura egli fosse o meno un impressionista non è stata ancora del tutto chiarita. Secondo alcuni critici e pittori, non era possibile vivere a Parigi per diversi anni senza essere influenzati da questa direzione pittorica. Per Antonín Chittussi, invece, l'influenza dell'impressionismo non si manifesta in linea di principio nella sua tecnica pittorica, ma a livello teorico-filosofico; selezionando alcuni temi ed enfatizzando l'atmosfera irradiante del lavoro.
Tuttavia, storici dell'arte ed esperti nel campo concordano sul fatto che Antonín Chittussi sia riuscito a collocare il paesaggio ceco nel contesto europeo. Egli portò alla pittura paesaggistica ceca uno stile distintivo ispirato ai maestri della scuola di Barbizon con richiami all'impressionismo, che furono poi rilevati e sviluppati dalle future generazioni di pittori paesaggisti cechi.
La voce nell'Enciclopedia della pittura del mondo a pagina 266 gli fu donata dall'autore PhDr. Mráz e dalla moglie.

## Curiosità
- Il dipinto di Chittussi Paesaggio con un castello a Chantilly fu esposto nel 1997 con un francobollo ceco. Questo francobollo vinse il sondaggio per il francobollo più bello dell'anno.
- La galleria e la valle nella sua città natale di Ronov nad Doubravou portano il suo nome, così come le strade di molte città, tra cui Praga (Praga 6 - Bubeneč)
- Il dipinto di Chittussi Al tramonto del 1880 è stato venduto all'asta nel 2015 per 2,04 milioni di corone[8].

## Galleria d'immagini

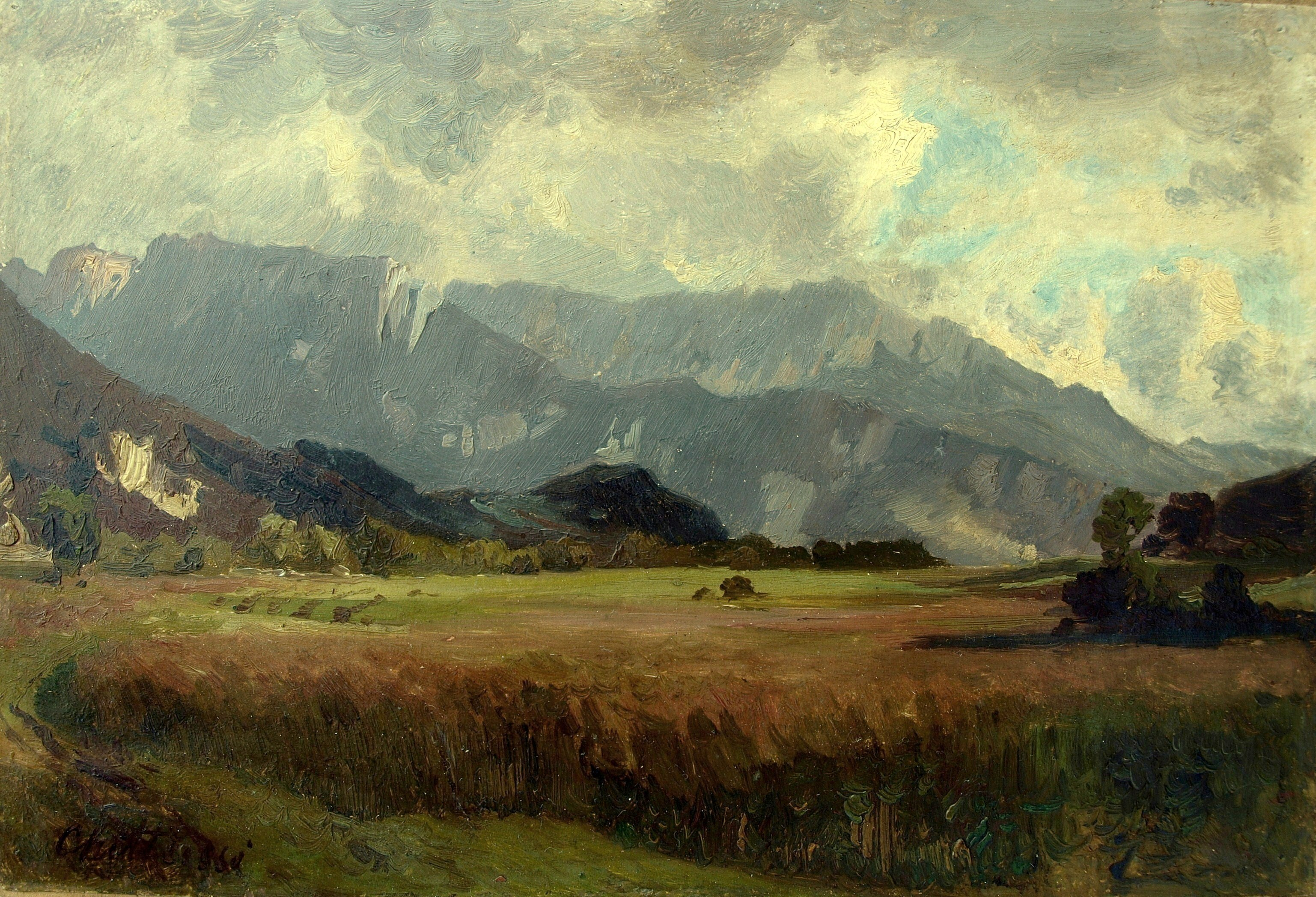
Antonin Chittussi - Paesaggio slovacco sotto i monti Tatra
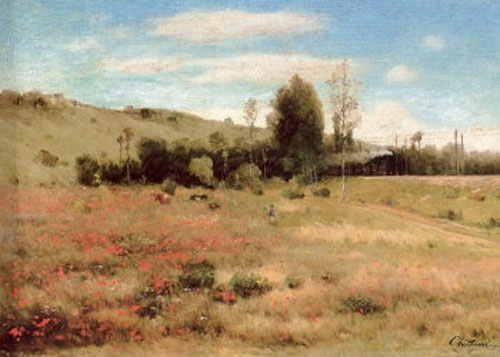
Sulla strada di Orleans
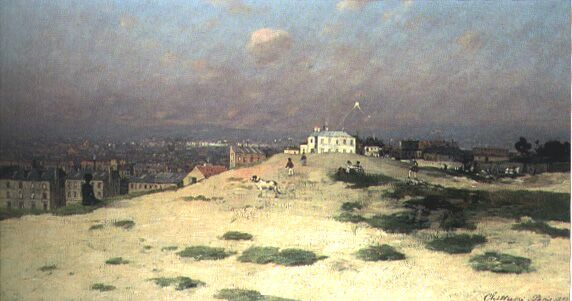
La Periferia Di Parigi
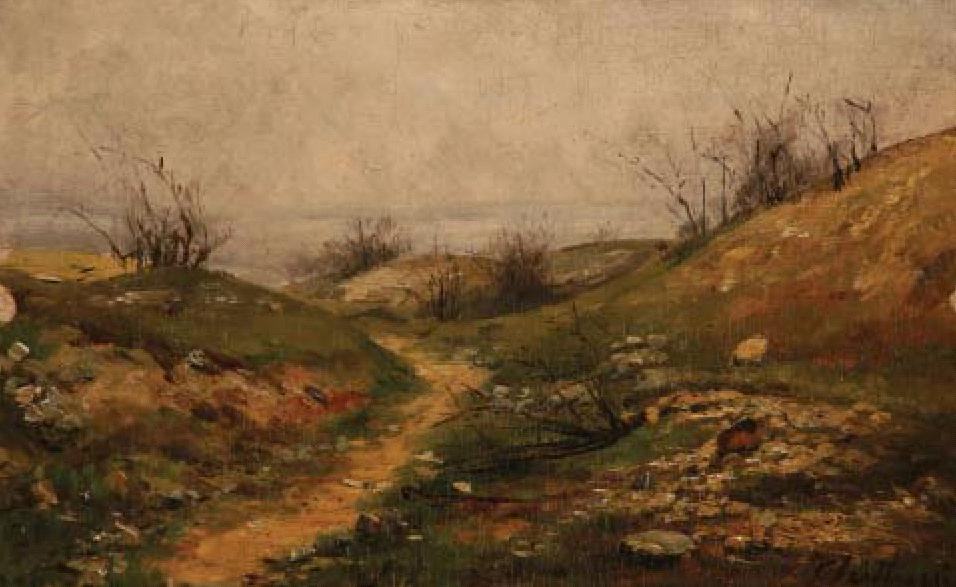
Strada verso il mare
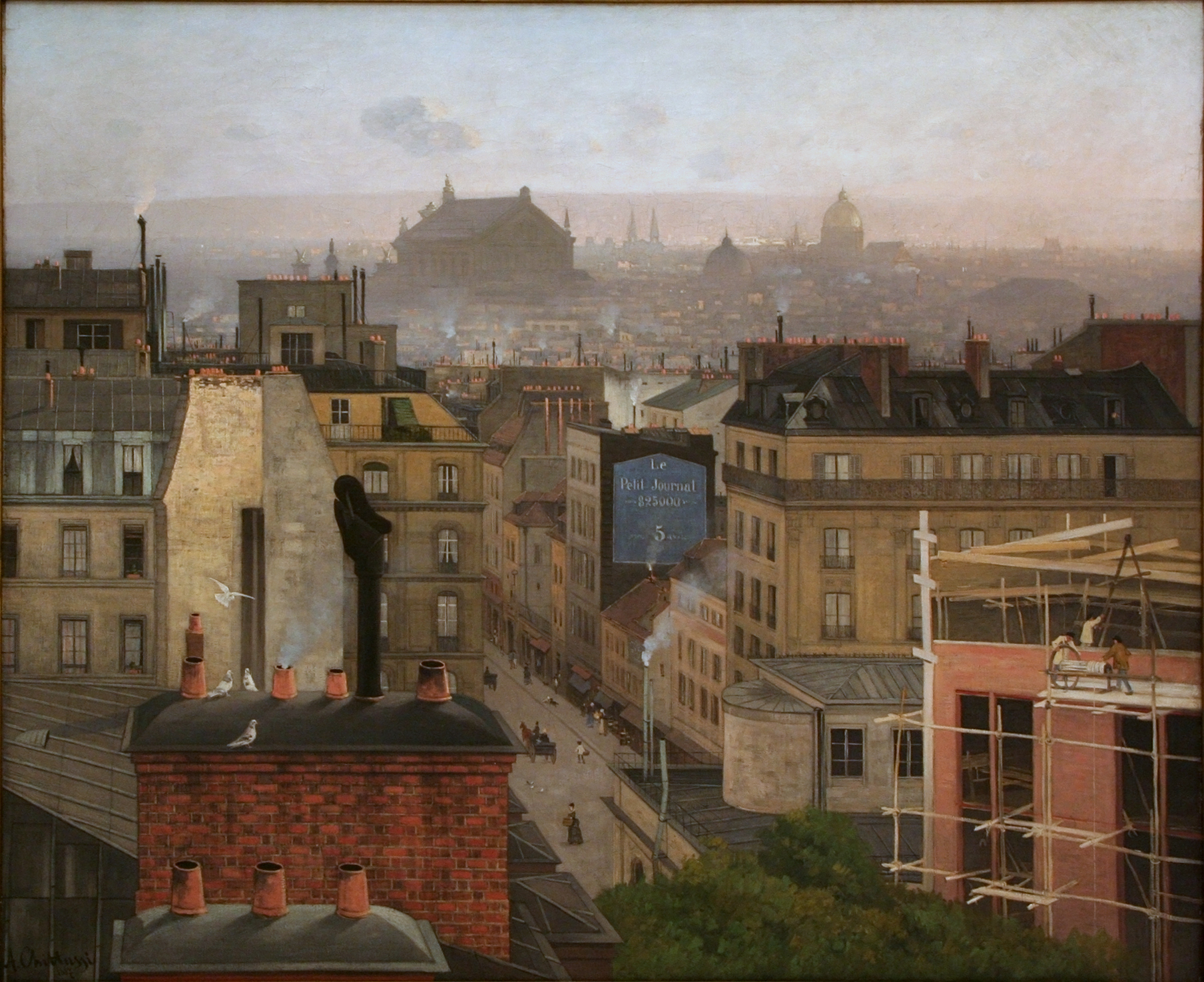
Parigi vista da Montmartre, 1887